# Lésigny, Vienne

Lésigny este o comună în departamentul Vienne, Franța. În 2009 avea o populație de 532 de locuitori.